# Улица Красицкого
У́лица Краси́цкого (укр. Ву́лиця Краси́цького) — улица в Подольском районе города Киева, местность посёлок Шевченко. Пролегает от улицы Вышгородская до улицы Косенко.
Примыкают Кобзарский переулок, улица Водников, переулок Александра Бестужева, улицы Моринецкая, Млиевская, Лисянская и Золочевская.

## История
Возникла в 1-й половине XX века под названием улица Шевченко, в честь писателя Тараса Шевченко. Затем, в начале 1950-х годов, построено её продолжение — 716-я Новая улица. В 1953 году две улицы были объединены под названием Сталиногорская. Современное название в честь украинского художника Фотия Красицкого — c 1961 года.

## Застройка
Застройка улицы представлена частным сектором.
У улицы расположено два пруда: безымянный и Кулик. У дома № 15 растет дуб возрастом около 400 лет. По всей улице, кроме участка между улицами Золочевской и Косенко, проходит маршрут маршрутного такси № 472.